# Halicoides tambiella
Halicoides tambiella är en kräftdjursart som först beskrevs av J. L. Barnard 1961.  Halicoides tambiella ingår i släktet Halicoides och familjen Pardaliscidae. Inga underarter finns listade i Catalogue of Life.